# Rancho Nuevo, Ixhuatlán de Madero
Rancho Nuevo är en ort i Mexiko.   Den ligger i kommunen Ixhuatlán de Madero och delstaten Veracruz, i den sydöstra delen av landet, 180 km nordost om huvudstaden Mexico City. Rancho Nuevo ligger 258 meter över havet och antalet invånare är 294.
Terrängen runt Rancho Nuevo är huvudsakligen kuperad, men åt nordost är den platt. Runt Rancho Nuevo är det ganska tätbefolkat, med 100 invånare per kvadratkilometer. Närmaste större samhälle är Tlachichilco, 13,9 km sydväst om Rancho Nuevo. I omgivningarna runt Rancho Nuevo växer huvudsakligen savannskog.